# Luís António Verney

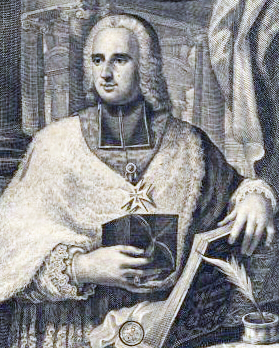
Luís António Verney

Luís António Verney, auch Vernei, (* 23. Juli 1713 in Lissabon, Portugal; † 20. März 1792 in Rom, Italien) war ein portugiesischer Vordenker der Aufklärung, Theologe, Priester, Philosoph, Schriftsteller und Denker. Er gilt als einziger und somit bedeutendster Aufklärer Portugals.

## Leben
Luís António Verney wurde als Sohn eines Franzosen aus Lyon und einer Portugiesin geboren. Seine philosophischen Studien begann er an der Congregaçao do Oratorio (Kongregation der Oratorier) in Lissabon sowie am Colegio de Santo Antão, einem Jesuitenkolleg. Er setzte seine Studien in Évora fort, zunächst am Colegio Madre de Deus, wo er Kunstwissenschaften studierte, um später an der dortigen Universität von Évora ein Studium der Theologie und Philosophie aufzunehmen. Sein Theologiestudium schließlich führte ihn nach Rom, wo er die letzten Semester studierte und 1732 seinen Abschluss als Theologe machte. 1733 hatte er gleichzeitig seinen Magister artium an der Universität Évora gemacht. 1736 erhielt er seine Promotion in Theologie. Er kehrte nach Portugal zurück und wurde 1741 Erzdiakon der Kathedrale von Évora und hatte damit innerhalb der Diözese eine sehr hohe Stellung inne; er war damit quasi stellvertretender Bischof geworden. 1749 ging er erneut nach Italien und lebte dort bis zu seinem Tode. Aufgrund eines Zerwürfnisses mit dem Heiligen Stuhl und Portugals König zog er nach Pisa. Von Dort veröffentlichte er im Journal des Savants in französischer und lateinischer Sprache, unter dem Pseudonym „Antonio Teixeira Gomboa“ einen Artikel, der sich mit seinem Hauptwerk, der Verdadeiro metodo de estudar, beschäftigte und den Titel trug: Synopsis primi tentaminis pro litteratura, scientiisque instaurandis apud Lusitanos. Kurzzeitig war er auch Sekretär des portugiesischen Botschafters in Italien. Den Höhepunkt seiner wissenschaftlichen Laufbahn krönte die Mitgliedschaft in der Akademie der Wissenschaften in Rom, als einer der wenigen Ausländer seiner Zeit.
Verneys bedeutendstes Werk war die pädagogisch-philosophisch-aufklärerische Schrift Verdadeiro metodo de estudar, die 1746 erschien. Er stand mit dem italienischen Aufklärer Lodovico Antonio Muratori (1672–1750) in Briefkontakt. Dem portugiesischen König Johann V. schlug er eine Reform des Bildungswesens und der Pädagogik vor. Der König war zunächst angetan, doch durch Intrigen wurde eine Reformierung vereitelt. Verney geriet wegen seines bekanntesten Buches sogar in den Blickwinkel der Inquisition, da man einem Kirchenmann nicht zubilligen wollte, ein Anhänger der Aufklärung zu sein. Er blieb auf theoretischer Ebene der einzige echte Aufklärer im Zeitalter der Aufklärung in seinem Land, er war der erste, der eine Art literarischen Weckruf in Richtung Aufklärung startete. In seiner Literatur setzte er sich auch für Frauen, Mischlinge und die Schwarzen aus den Kolonien, die z. B. als Hausbedienstete in Portugal arbeiteten sowie für die Schwarzen in den Kolonien ein. Da er aus Italien nie mehr zurückgekehrt war, starb er am 20. März 1792 in Rom.
Eine Schule in Lissabon sowie eine gleichnamige Stiftung sind nach ihm benannt. Er gehört zu den wenigen Geistlichen der Aufklärung, die trotz ihres Werkes und den Schwierigkeiten damit niemals die Bindung an die Kirche aufgegeben haben.

## Der Aufklärer Verney und sein Werk
Luís António Verneys Werk hatte große Auswirkungen auf die politischen Reformen und Entscheidungen des politischen Aufklärers Sebastião José de Carvalho e Melo. Das Werk wurde von Antonio Genovesi, John Locke, Isaac Newton, Galileo Galilei, Francis Bacon, René Descartes beeinflusst. Kritisch ging er mit der angestammten portugiesischen Kultur um und hinterfragte das Werk von Luís de Camões, vor allem seine Sonette und das Werk des Padre António Vieira für die Menschen, deren Werk er als nicht von der Vernunft geleitet ansah. Er trat ein für Reformen auf dem Gebiet der Philologie, vor allem für die Rechtschreibung und Grammatik des Portugiesischen, wollte, dass Erdkunde, Geschichte und neue Sprachen an den Schulen und Universitäten gelehrt würde und setzte sich dafür ein, dass anstelle des allgegenwärtigen Lateins die Muttersprache Portugiesisch im Unterricht Pflichtsprache wurde. Insgesamt trat er für eine Erneuerung Portugals auf allen Gebieten der Kultur, hauptsächlich auf dem Gebiet der Pädagogik ein. Auch über Europa machte er sich Gedanken und hatte vor, eine Intervention aller aufgeklärten Geister in Europa anzuregen, was er aber nicht umsetzen konnte. Auch hatte er Bücher zum Thema Metaphysik, Fundamentaltheologie und Logik veröffentlicht und bereitete den damals in Portugal kaum existenten Naturwissenschaften erste öffentliche Wahrnehmung.

## Verdadeiro metodo de estudar
Das bedeutendste Werk Verneys, gleichzeitig das bedeutendste der portugiesischen Aufklärung, war das Buch Verdadeiro metodo de estudar, para ser util a republica e a igreja: Proporcionado ao estilo e necessidade de Portugal (Wahrer Weg des Studierens zum Nutzen für Staat und Kirche, angemessen der Eigenart und den Bedürfnissen Portugals, in verschiedenen Briefen dargestellt). Das in 16 Briefen geschriebene Buch, kulturkritisch-aufklärerische Schrift, an einen fiktiven Professor der Universität Coimbra gerichtet, erschien zunächst zweibändig 1746 in Neapel und wurde gleich von der Inquisition beschlagnahmt und der Zensur unterstellt. 1751 gelang dann in Lissabon eine erneute Veröffentlichung, allerdings mit fingierten Angaben. Das Buch löste eine der lebhaftesten Diskussionen und Diskurse in der Geschichte der portugiesischen Literatur, Geistes- und Kulturwissenschaft und Philosophie aus. Mehrere dutzend Autoren schrieben Gegenwerke zum Autor und zum Buch, es war das am meisten diskutierte Buch in ganz Portugal und seinen Kolonien der damaligen Zeit. Inhaltlich beschäftigt sich das Buch mit den Themen Philosophie, Medizin, weltlichem Recht, Theologie, Kirchenrecht, Pädagogik, Naturrecht, Völkerrecht und hatte fast enzyklopädische Dimension. Zwischen 1757 und 1760 hatte es auch eine große Auswirkung auf die zarte Aufklärung in Spanien, wo es von begeisterten Aufklärern übersetzt wurde. Originalität fehlt dem Buch, aber für Portugal war es einzigartig. In der Medizin plädierte er nicht für Theorie, sondern für die Anschauung in der Praxis, nur so könne der Arzt lernen und den Menschen helfen. Philosophie verstand er als Idee, die durch Beobachtung und Versuch an die Naturwissenschaften heranreichen sollte.

## Schriften
- Verdadeiro Metodo de Estudar, Erstausgabe: Neapel 1746 (von der Inquisition beschlagnahmt), Neuausgabe: Lissabon 1751 (nicht beschlagnahmt). Wissenschaftliche Abhandlung über Philosophie und Pädagogik.
- De re logica ad usum lusitanorum adolescentium libri sex, 1751. Wissenschaftliche Abhandlung über die Logik.
- De re metaphysica ad usum lusitanorum adolescentium libri qua tuar, 1753. Wissenschaftliche Abhandlung über die Metaphysik.
- De re physica ad unum lusitanorum adolescentium, 1758. Wissenschaftliche Abhandlung über die Physik.
- Grammatica latina tratada por um methodo novo, claro e facil, 1758. Lehrbuch der lateinischen Grammatik.